# Lucca Sicula
Lucca Sicula – miejscowość i gmina we Włoszech, w regionie Sycylia, w prowincji Agrigento.
Według danych na styczeń 2010 gminę zamieszkiwało 1920 osób przy gęstości zaludnienia 104,3 os./1 km².

## Miasta partnerskie
- Pueblo, USA
- Lukka